# Locotenent

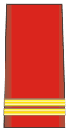
Însemnul de locotenent în Armata Română.

Termenul de Locotenent reprezintă denumirea unui grad militar inferior gradului de căpitan și superior celui de sublocotenent.
Ca însemn al epoleților, în Armata română, este reprezentat prin două trese paralele.